# یواس‌ان‌اس پوتوماک (تی-ای‌او-۱۵۰)
یواس‌ان‌اس پوتوماک (تی-ای‌او-۱۵۰) (به انگلیسی: USNS Potomac (T-AO-150)) یک کشتی بود که طول آن ۶۱۴ فوت ۶ اینچ (۱۸۷٫۳۰ متر) بود. این کشتی در سال ۱۹۵۶ ساخته شد.